# Xyela julii
Xyela julii är en stekelart som först beskrevs av Louis Alphonse de Brébisson 1818.  Xyela julii ingår i släktet Pinicola, och familjen tallblomsteklar. Arten är reproducerande i Sverige.

## Bildgalleri

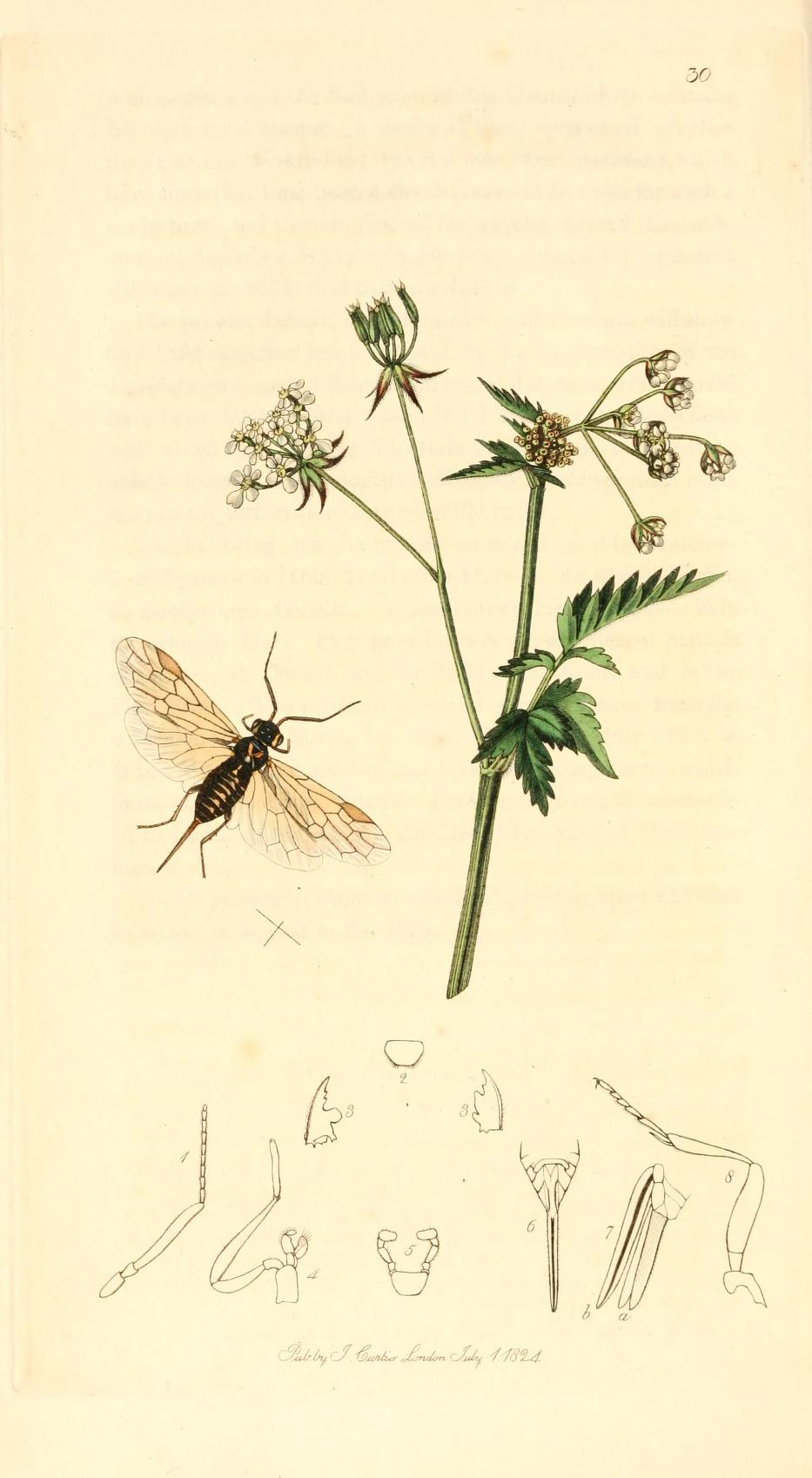
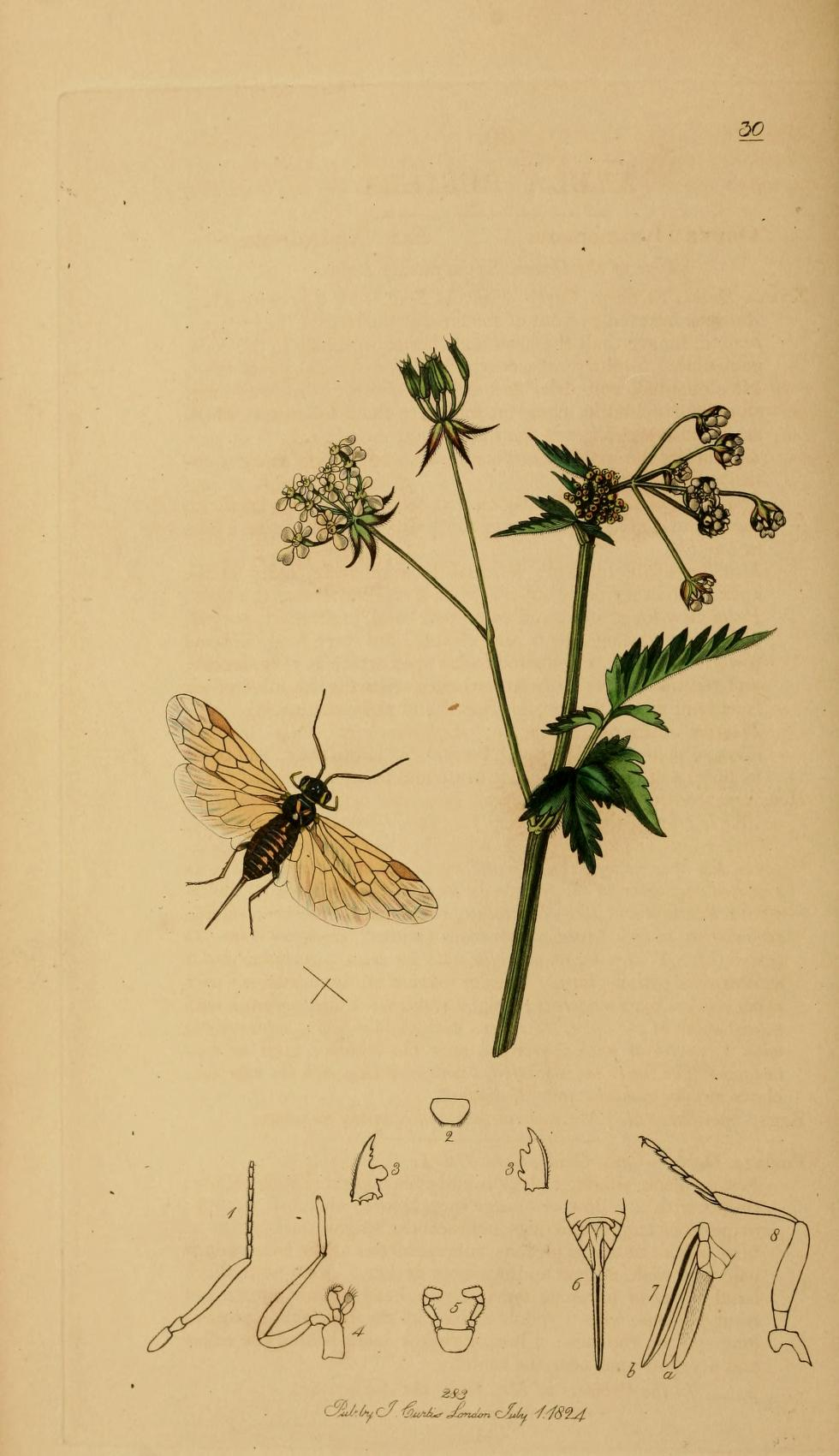
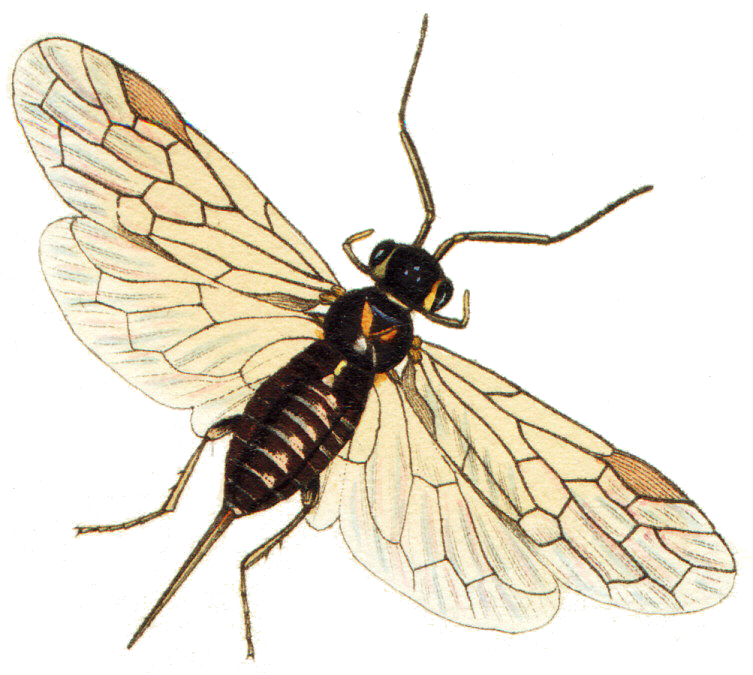